# Croton waterhouseae
Espèce
Croton waterhouseae est une espèce de plantes à fleurs du genre Croton et de la famille des Euphorbiaceae, présente dans le Queensland, en Australie.